# Geloiomimus nasicus
Geloiomimus nasicus är en insektsart som beskrevs av Henri Saussure 1899. Geloiomimus nasicus ingår i släktet Geloiomimus och familjen Pamphagidae. Inga underarter finns listade i Catalogue of Life.